# 12 Puppis
12 Puppis är en gul ljusstark jätte i Akterskeppets stjärnbild.
Stjärnan har visuell magnitud +5,11 och är svagt synlig för blotta ögat vid normal seeing. Den befinner sig på ett avstånd av ungefär 860 ljusår.